# 신세인 (래퍼)
신세인(XINSANE, 본명: 신용준, 1999년 12월 9일~)은 대한민국의 래퍼다. 2021년 싱글 앨범 "Welcome"으로 데뷔했다.

## 방송
- 쇼미더머니 10 (2021) - Top56
- 쇼미더머니 11 (2022) - Top14[2][3]

## 음반
- Welcome (2021)
- 4 MNTGS (2021)